# Distrikt Turpo
Der Distrikt Turpo liegt in der Provinz Andahuaylas in der Region Apurímac im zentralen Süden von Peru. Der Distrikt wurde am 11. Dezember 1942 gegründet. Er besitzt eine Fläche von 124 km². Beim Zensus 2017 wurden 3815 Einwohner gezählt. Im Jahr 1993 lag die Einwohnerzahl bei 4430, im Jahr 2007 bei 4066. Die Distriktverwaltung befindet sich in der 3297 m hoch gelegenen Ortschaft Turpo mit 675 Einwohnern (Stand 2017). Turpo liegt knapp 17 km südwestlich der Provinzhauptstadt Andahuaylas.

## Geographische Lage
Der Distrikt Turpo liegt im Andenhochland zentral in der Provinz Andahuaylas. Das Areal wird vom Río Huancaray nach Westen entwässert.
Der Distrikt Turpo grenzt im Westen an den Distrikt Huancaray, im Norden an den Distrikt Talavera, im Osten an den Distrikt Andahuaylas sowie im Süden an den Distrikt Tumay Huaraca.